# Dienbendé-Diori
Pour les articles homonymes, voir Diori.
Ne doit pas être confondu avec Dienbendé.
Dienbendé-Diori est une commune située dans le département de Soudougui de la province de Koulpélogo dans la région du Centre-Est au Burkina Faso.